# Thomas Lyttelton (3e vicomte Chandos)
Thomas Orlando Lyttelton, 3e vicomte Chandos (né le 12 février 1953) est un homme politique et pair britannique.

## Jeunesse
Membre de la famille Lyttelton, Chandos est le fils aîné d'Antony Lyttelton, 2e vicomte Chandos et de Caroline Lascelles, une fille de Sir Alan Lascelles (secrétaire privé du roi George VI et de la reine Élisabeth II). Il fait ses études au Collège d'Eton et Worcester College, Oxford.

## Carrière
Chandos succède à son père dans la vicomté en 1980  mais perd son siège à la Chambre des lords après le House of Lords Act 1999. Cependant, en 2000, il est créé pair à vie en tant que baron Lyttelton d'Aldershot, d'Aldershot dans le comté de Hampshire et revient à la Chambre des Lords .

## Vie privée
Chandos épouse Arabella Sarah Lucy Bailey, fille de John Adrian Bailey et Mary Baillie-Hamilton, le 19 octobre 1985. Ils ont trois enfants :
- Oliver Antony Lyttelton (né le 21 février 1986), héritier présomptif de la vicomté.
- Benedict Lyttelton (né le 30 avril 1988)
- Rosanna Mary Lyttelton (née le 19 mars 1990)